# Waxenstein (Wackersberg)
Der Waxenstein ist ein 1164 m ü. NHN hoher felsiger Grat auf dem Gemeindegebiet von Wackersberg in Bayern bei der Melcherstefflalm. Er ist dem Moosenbergkopf nördlich vorgelagert und bietet durch den nordseitigen Abbruch weite Ausblicke in das darunter liegende Almgebiet am oberen Murnerbach.